# 雪之丞変化 (宝塚歌劇)
『雪之丞変化』（ゆきのじょうへんげ）は宝塚歌劇団のミュージカル作品。雪組公演。形式名は「グランド・ミュージカル」。本公演は17場。原作は三上於菟吉の同名の小説。脚本・演出は柴田侑宏。花總まりの宝塚大劇場トップお披露目公演。悠なお輝、瞳里佳は休演。併演作品は『サジタリウス』。

## 公演期間と公演場所
- 1994年11月11日 - 12月18日（新人公演：11月29日）　宝塚大劇場[1]
- 1995年3月3日 - 3月30日（新人公演：3月14日）　東京宝塚劇場[2]

## 物語
※『宝塚歌劇100年史（舞台編）』の宝塚大劇場公演参考。
上方歌舞伎の花形役者である中村雪之丞は親の仇討ちのため江戸にやってきたが、仇敵・土部の娘である波路は雪之丞の艶姿にすっかり魅了されてしまう。雪之丞は自分の好意を寄せる波路を利用し復讐を果たそうとするが...。

## 主な楽曲
- 薄紫の影

作詞：柴田侑宏 作曲：寺田瀧雄

## スタッフ（本公演）
※氏名の後ろに「宝塚」、「東京」の文字がなければ両劇場共通。
- 演出：尾上菊五郎（7代目）[1]
- 作曲・編曲：寺田瀧雄[1]/吉田優子[1]
- 音楽指揮：岡田良機（宝塚）[1]、伊澤一郎（東京）[2]
- 演奏：東宝オーケストラ（東京）[2]
- 振付：尾上菊之丞（2代目）[1]
- 殺陣：尾上菊十郎（4代目）[1]
- 装置：大橋泰弘[1]
- 衣装：桜井久美[1]
- 衣装考証：中川菊枝[1]
- 照明：今井直次[1]
- 音響：加門清邦[1]
- 小道具：万波一重[1]
- 効果：扇野信夫[1]
- 舞台監督[2]：佐田民夫（東京）/阿部雅一（東京）/齋藤昭彦（東京）/藤村信一（東京）
- 演出助手[1]：木村信司/植田景子
- 装置補：新宮有紀[1]
- 衣装補[1]：有村淳/大沼由美
- 製作担当：長谷山太刀夫（東京）[2]
- 制作：古澤真[1]

## 特別出演
- 鈴鹿照（専科所属）[1]

## 主な配役
※下記のデータは宝塚・東京共通。「（）」は新人公演。
- 中村雪之丞(上方歌舞伎の一座の花形役者。江戸の町で親の仇討ちの機会を狙っている) - 一路真輝（和央ようか）[4]
- 浪路(将軍の側室。土部三斎の娘) - 花總まり（星奈優里）[4]
- お初(女白浪) - 高嶺ふぶき（高倉京）[4]
- 闇太郎(侠賊) - 轟悠（安蘭けい）[4]
- 狐軒(雪之丞の師匠) - 鈴鹿照
- おもよ(浪路の元乳母) - 京三紗
- 広海屋(海産物問屋) - 飛鳥裕
- 長崎屋(海産物問屋) - 亜実じゅん
- 中村菊之丞(座頭) - 古代みず希
- おりと(｢花村｣の女将) - 小乙女幸
- 土部三斎 - 泉つかさ（風早優）[4]
- 新吉(左官職人) - 香寿たつき
- 菊太郎(女形) - 有未れお
- 門倉平馬(三斎の用心棒) - 葛城七穂
- 弁公(闇太郎の子分) - 和央ようか
- 甚太郎(おもよの息子) - 高倉京
- おみつ(新吉の姉) - 星奈優里
- 千世(おもよの姪) - 翠花果
- むく犬の吉(お初の子分) - 安蘭けい